# Google Play Games
Google Play Games (còn có tên tiếng Việt là Google Play Trò chơi) là một dịch vụ trò chơi trực tuyến và bộ công cụ phát triển phần mềm được điều hành bởi Google, một phần của dòng sản phẩm Google Play dành cho hệ điều hành Android. Google Play Games cho phép nhà phát triển kết hợp các tính năng trên vào trò chơi của họ mà không cần phải tự phát triển các tính năng đó. Dịch vụ ra mắt trên PC vào năm 2022 với một bộ trò chơi Android tuyển chọn được tối ưu hóa cho PC và Chromebook, và hiện đang ở phiên bản beta.
Google Play Games trên điện thoại di động có tính năng hồ sơ người chơi, thành tích cũng như bảng xếp hạng người chơi được lưu trữ đám mây. Hồ sơ người chơi được đồng bộ hóa trên Google Play Games trên PC và thiết bị di động.

## Lịch sử
Dịch vụ Google Play Games được giới thiệu tại Hội nghị nhà phát triển Google I/O 2013, và ứng dụng Google Play Games dành cho thiết bị di động độc lập được ra mắt cho Android vào ngày 24 tháng 7 năm 2013.
Google Play Games đã nhận được các bản cập nhật trong những năm qua kể từ khi ra mắt, bao gồm tính năng quay màn hình, ID người chơi tùy chỉnh, trò chơi được tích hợp sẵn.
Các dịch vụ nhiều người chơi theo lượt và theo thời gian thực đã không còn được hỗ trợ nữa kể từ ngày 16 tháng 9 năm 2019. Nếu trò chơi được tích hợp chế độ nhiều người chơi theo thời gian thực và theo lượt từ trước, thì những tính năng đó có thể tiếp tục sử dụng cho đến ngày 31 tháng 3 năm 2020. Vào năm 2021, Google thông báo rằng dịch vụ sẽ được cung cấp trên Microsoft Windows, và cũng giới thiệu một logo mới cho Google Play Games.
Vào ngày 9 tháng 12 năm 2021, tại The Game Awards, Google đã thông báo rằng Google Play Games beta sẽ ra mắt vào đầu năm 2022, đưa các trò chơi Android lên PC và máy tính xách tay chạy Windows. Vào ngày 19 tháng 1 năm 2022, Google Play Games chính thức triển khai thử nghiệm Google Play Games trên Windows với một danh mục trò chơi chọn lọc cho người dùng trong danh sách chờ ở Hàn Quốc, Hồng Kông và Đài Loan. Việc triển khai bản beta tiếp tục vào ngày 25 tháng 8 năm 2022 bằng cách cung cấp bản beta của Google Play Games có thể tải xuống cho tất cả người chơi ở Hàn Quốc, Hồng Kông, Đài Loan, Thái Lan và Úc với danh mục trò chơi mở rộng. Vào ngày 2 tháng 11 năm 2022, Google Play Games beta tiếp tục mở rộng hơn nữa và ra mắt cho tất cả người dùng ở Hoa Kỳ, Canada, Mexico, Brazil, Indonesia, Philippines, Malaysia và Singapore. 6 tháng sau, vào ngày 19 tháng 4 năm 2023, Google Play Games ra mắt cho tất cả người dùng Nhật Bản.
Vào ngày 22 tháng 5 năm 2023, Google Play Games ra mắt người dùng ở Áo, Bỉ, Bosna và Hercegovina, Bulgaria, Croatia, Cộng hòa Síp, Séc, Đan Mạch, Estonia, Phần Lan, Pháp, Gruzia, Đức, Hy Lạp, Hungary, Iceland, Ireland, Ý, Latvia, Liechtenstein, Litva, Luxembourg, Macedonia, Malta, Moldova, Monaco, Hà Lan và Antille thuộc Hà Lan, New Zealand, Na Uy, Ba Lan, Bồ Đào Nha, România, San Marino, Serbia, Slovakia, Slovenia, Tây Ban Nha, Thụy Điển, Thụy Sĩ, Thổ Nhĩ Kỳ, Ukraina và Vương quốc Anh.
Vào ngày 10 tháng 7 năm 2023, Google Play Games đã ra mắt cho người dùng ở Albania, Angola, Antigua và Barbuda, Argentina, Armenia, Aruba, Bahamas, Bangladesh, Belize, Bénin, Bolivia, Botswana, Burkina Faso, Campuchia, Cameroon, Cabo Verde, Chile, Colombia, Costa Rica, Bờ Biển Ngà, Cộng hòa Dominica, Ecuador, El Salvador, Fiji, Gabon, Ghana, Gibraltar, Guatemala, Guiné-Bissau, Haiti, Honduras, Ấn Độ, Jamaica, Kazakhstan, Kenya, Kyrgyzstan, Lào, Ma Cao, Mali, Mauritius, Mozambique, Myanmar, Namibia, Nepal, Nicaragua, Niger, Nigeria, Panama, Papua New Guinea, Paraguay, Peru, Rwanda, Sénégal, Sierra Leone, Nam Phi, Sri Lanka, Tanzania, Togo, Trinidad và Tobago, Uganda, Uruguay, Uzbekistan, Venezuela, Việt Nam, Zambia và Zimbabwe.
Các yêu cầu về thông số kỹ thuật tối thiểu để chạy Google Play Games hiện dành cho những người chơi có PC chạy Windows 10 trở lên với card đồ họa tích hợp (iGPU), CPU quad-core có thể truy cập Google Play Games beta (trước đây là CPU lõi tám), và ổ cứng với 10GB dung lượng trống, 8 GB RAM, sử dụng Intel UHD Graphics 630 hoặc GPU tương đương trở lên.